# Йово Камберски
Йово Камберски (на македонска литературна норма: Јово Камберски) е сценарист, режисьор, писател, романист и разказвач, от Република Македония.

## Биография
Роден е през 1923 година в Гевгели, тогава в Югославия. Завършва средно образование. Работи като директор на „Вардар - филм“ в Скопие. Сценарист и режисьор е на документални филми. Член е на Дружеството на писателите на Македония от 1979 година. Умира в 1995 година.